# جیمی میسیک
جیمی میسیک (انگلیسی: Jami Miscik؛ زادهٔ ۱۹۵۸ (۶۶–۶۷ سال)) سیاست‌مدار اهل ایالات متحده آمریکا است. جودیت الف. جیمی میسیک براساس رده‌های آماری در سازمان امنیت و اطلاعات ایالات متحده آمریکا ارتقاء درجه پیدا کرد و معاونت اطلاعات را که یک پست آماری مهم است را بر عهده گرفت. میسیک در ۲۰۰۵ از سیا کناره‌گیری کرد.

## مناصب
جیمی میسیک در سال ۲۰۰۵، سیا را ترک کرد تا سرپرستی ارشد مؤسسه لیمن برادرز را به منظور کنترل قدرتمند آماری و ارائه خدمات مالی به شرکت‌های ورشکسته بر عهده گیرد.
میسیک در حال حاضر توامان رئیس و معاون رئیس شرکت همکاری کیسینجر در نیویورک است. وی همکار شرلی جکسون می‌باشد.